# Zelena, Nadvirna
Zelena (în ucraineană Зелена) este localitatea de reședință a comunei Zelena din raionul Nadvirna, regiunea Ivano-Frankivsk, Ucraina.

## Demografie
Componența lingvistică a localității Zelena
     Ucraineană (99,83%)
     Alte limbi (0,17%)
Conform recensământului din 2001, majoritatea populației localității Zelena era vorbitoare de ucraineană (99,83%), existând în minoritate și vorbitori de alte limbi.